# Sant’Alessio Siculo
Sant’Alessio Siculo ist eine Stadt der Metropolitanstadt Messina in der Region Sizilien in Italien mit 1547 Einwohnern (Stand 31. Dezember 2023).

## Lage und Daten

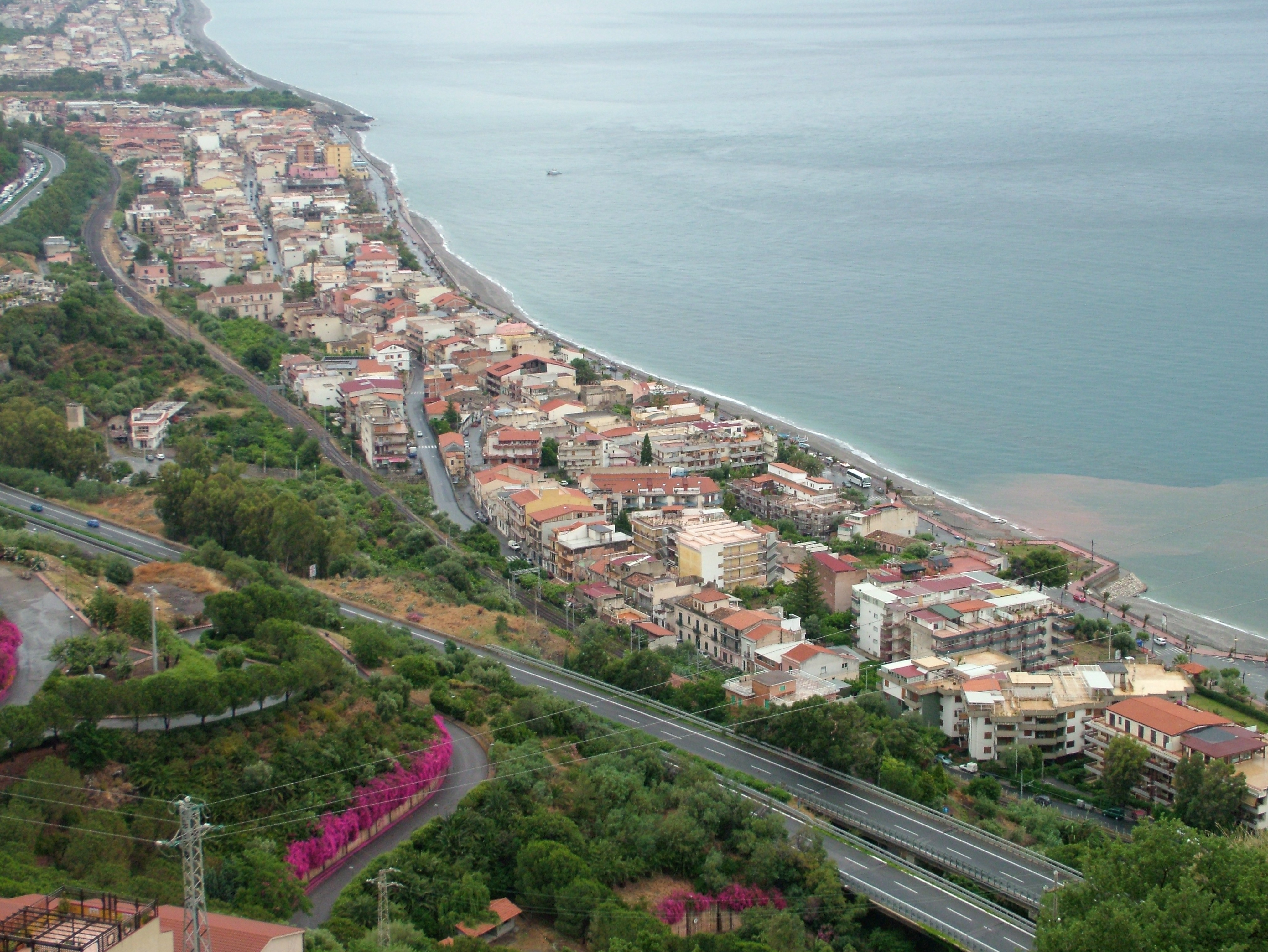
Sant Alessio Siculo von Forza d'Agrò aus

Sant’Alessio Siculo, ein ehemaliges Fischerdorf, liegt nördlich von Taormina und 40 km südwestlich von Messina an der Küste des Ionischen Meeres.

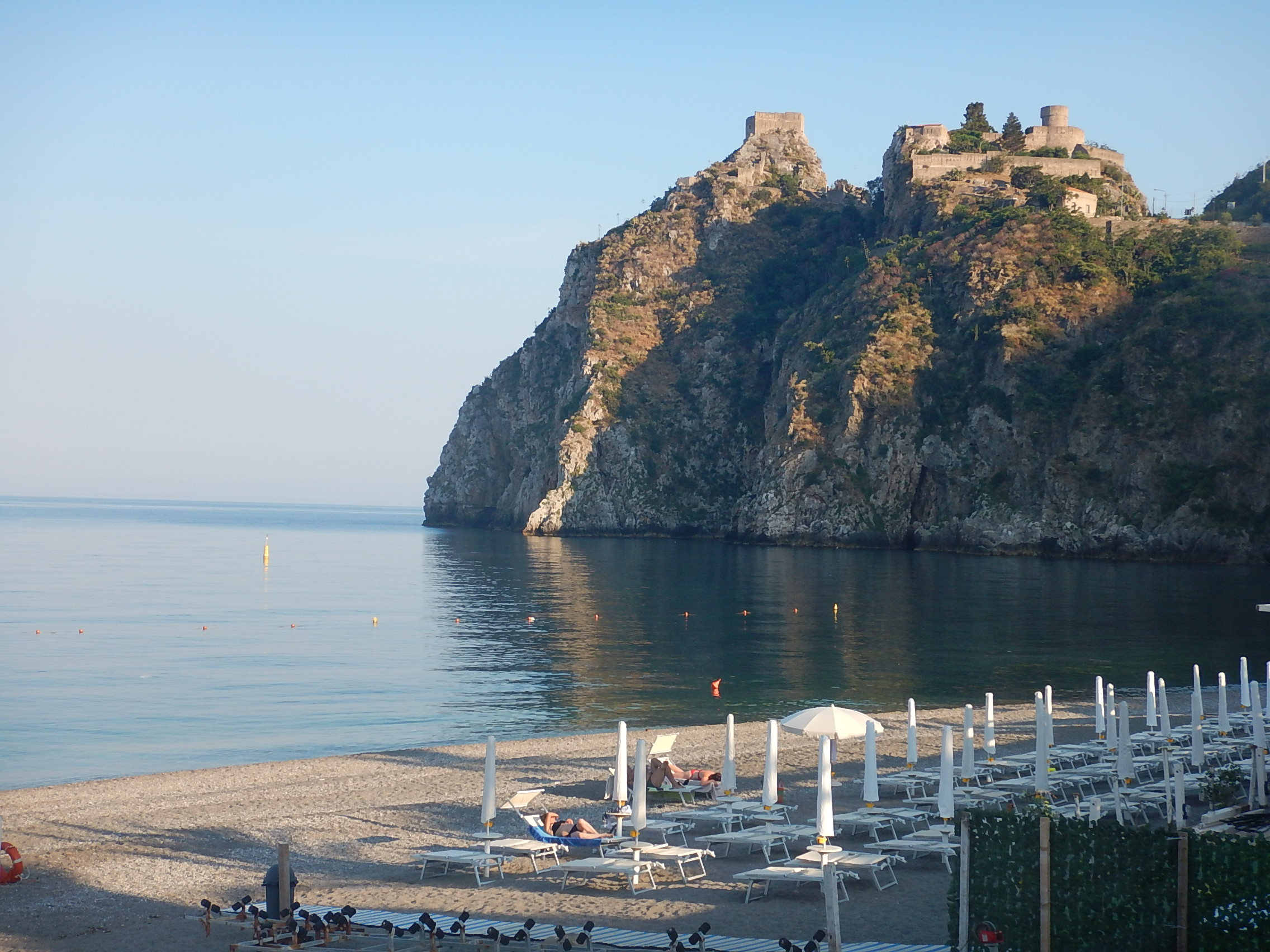
Kastell von Sant'Alessio Siculo

Der Ort liegt an der Bahnstrecke Messina–Siracusa. Wegen seiner ausgedehnten Sandstrände und der Nähe zu Taormina hat sich in den letzten Jahren ein bescheidener Tourismus entwickelt.
Die Einwohner arbeiten hauptsächlich in der Landwirtschaft und im Tourismus.
Die Nachbargemeinden sind Casalvecchio Siculo, Forza d’Agrò, Santa Teresa di Riva und Savoca.

## Geschichte
Bis zur Einigung Italiens unter Garibaldi gehörte der Ort zum Königreich beider Sizilien.
Seit 1848 ist Sant’Alessio Siculo eine selbstständige Gemeinde. Bis zu diesem Jahr bildet der Ort mit Forza d’Agrò eine Gemeinde.

## Sehenswürdigkeiten
- Normannisches Kastell am Capo Sant’Alessio. Die Ursprünge des Kastells gehen auf Alessio I. Comneno (1048–1118), einen byzantinischen Kaiser, der gegen die Normannen und Sarazenen kämpfte, zurück. Es befand sich nacheinander im Besitz von Sarazenen und von Normannen, die wesentliche architektonische Veränderungen vornahmen und dem Bau nach dem Vorbild normannischer Festungsarchitektur ausbauten. Ab 1676 diente es während der militärischen Auseinandersetzungen zwischen Franzosen und Spaniern der Stadt Messina als Lebensmitteldepot. Anfang des 17. Jahrhunderts legten mit Spanien verbündete englische Truppen einen äußeren Festungsgürtel um das Kastell an.[2]